# Oplismenus fujianensis
Oplismenus fujianensis är en gräsart som beskrevs av Shou Liang Chen och Y.X.Jin. Oplismenus fujianensis ingår i släktet Oplismenus och familjen gräs. Inga underarter finns listade i Catalogue of Life.